# Loma Atravesada
Loma Atravesada är en ort i Mexiko.   Den ligger i kommunen Tantoyuca och delstaten Veracruz, i den sydöstra delen av landet, 240 km nordost om huvudstaden Mexico City. Loma Atravesada ligger 135 meter över havet och antalet invånare är 129.
Terrängen runt Loma Atravesada är platt. Runt Loma Atravesada är det ganska tätbefolkat, med 60 invånare per kvadratkilometer. Närmaste större samhälle är Tantoyuca, 13,1 km väster om Loma Atravesada. Trakten runt Loma Atravesada består till största delen av jordbruksmark.